# Kárpátalja (hetilap)
A Kárpátalja Kárpátalján megjelenő, Beregszászon szerkesztett magyar nyelvű hetilap. Kiadója a szürtei székhelyű Kárpátalja Kft.